# スーパーセイヴァー
スーパーセイヴァー (Super Saver) はアメリカ合衆国の競走馬、種牡馬。おもな勝ち鞍に2010年のケンタッキーダービー。

## 戦績
- 特記事項なき場合、本節の出典はEQIBASE[1]

2009年8月22日、サラトガ競馬場のメイドン競走でデビューして2着ののち、ベルモントパーク競馬場での2戦目で2着に7馬身差をつけて初勝利を挙げる。シャンペンSは4着に敗れたが、続くケンタッキージョッキークラブステークスを1分42秒83のレコードタイムで勝利し、G1タイトルがなかったにもかかわらず2歳馬ランキングで122ポンドに設定され、ケンタッキーダービーの有力馬の一翼と見なされるようになる。
3歳に入って、初戦のタンパベイダービー3着、2戦目のアーカンソーダービー2着と勝ち切れない競馬が続いたが、それでも依然としてケンタッキーダービーの有力馬候補からは外れず、2番人気で迎えたケンタッキーダービーは2ハロン目から逃げの手を打ってそのまま不良馬場を押し切り勝利した。二冠目プリークネスステークスでは1番人気に支持もルッキンアットラッキーの8着に終わり、ベルモントステークスには出走しなかった。その後、休養を挟み8月1日のハスケルインビテーショナルハンデキャップに出走したが、再びルッキンアンドラッキーに屈して4着。8月28日のトラヴァーズステークスでも10着に敗れ、レース後に骨の挫傷が見つかって休養に入り、治癒しても負傷前のパフォーマンスを見せることは難しいと判断されたため、復帰することなく10月に引退が発表された。

## 競走成績
以下の内容は、EQIBASEの情報および記載法に基づく。
| 出走日     | 競馬場             | 競走名                            | 格 | 距離  | 着順 | 騎手            | 時計（1着） | 着差       | 1着（2着）馬          |
| ---------- | ------------------ | --------------------------------- | -- | ----- | ---- | --------------- | ----------- | ---------- | --------------------- |
| 2009.08.22 | サラトガ           | 未勝利                            |    | D6.5f | 2着  | J. ヴェラスケス | （1:18.60） | 6 1/4馬身  | Dicreetly Mine        |
| 2009.09.11 | ベルモントパーク   | 未勝利                            |    | D8f   | 1着  | R. ドミンゲス   | 1:38.20     | 7馬身      | （Tovia' Foce）       |
| 2009.10.10 | ベルモントパーク   | シャンペンS                       | G1 | D8f   | 4着  | J. ヴェラスケス | （1:35.12） | 2馬身      | Homeboykris           |
| 2009.11.28 | チャーチルダウンズ | ケンタッキー・ジョッキー・クラブS | G2 | D8.5f | 1着  | C. ボレル       | 1:42.83     | 5馬身      | （William's Kitchen） |
| 2010.03.13 | タンパベイダウンズ | タンパベイダービー                | G3 | D8.5f | 3着  | R. ドミンゲス   | （1:44.31） | 1/2馬身    | Odysseus              |
| 2010.04.10 | オークローンパーク | アーカンソーダービー              | G1 | D9f   | 2着  | C. ボレル       | （1:49.37） | クビ       | Line of David         |
| 2010.05.01 | チャーチルダウンズ | ケンタッキーダービー              | G1 | D10f  | 1着  | C. ボレル       | 2:04.45     | 2 1/2馬身  | (Ice Box)             |
| 2010.05.15 | ピムリコ           | プリークネスS                     | G1 | D9.5f | 8着  | C. ボレル       | （1:55.47） | 11 3/4馬身 | Lookin At Lucky       |
| 2010.08.01 | モンマスパーク     | ハスケル招待H                     | G1 | D9f   | 4着  | C. ボレル       | （1:49.83） | 4 3/4馬身  | Lookin At Lucky       |
| 2010.08.01 | サラトガ           | トラヴァーズS                     | G1 | D10f  | 10着 | C. ボレル       | （2:03:28） | 24 1/4馬身 | Afleet Express        |

## 引退後
2011年よりウィンスターファームで種牡馬として供用され、初年度の種付料は2万ドルであった。初年度産駒からG1競走勝ち馬のランハッピーを送り出し、このことはサンダーガルチがポイントギヴンを送り出して以降は成功しているとは言えなかった、ケンタッキーダービー馬の種牡馬成績の改善につながるものと期待されていた。また、供用開始の段階でモナーコスとともに、ケンタッキー州に残された最後の非ミスタープロスペクター系のレイズアネイティヴ系種牡馬であった。2020年よりトルコで繋養されることになった。

### 主な産駒
- Competitive Edge / コンペティティブエッジ - ホープフルステークス[13]
- Embellish the Lace /エンベリッシュザレース - アラバマステークス[14]
- Runhappy / ランハッピー - キングズビショップステークス、ブリーダーズカップ・スプリント[15]
- Happy Saver / ハッピーセイバー - ジョッキークラブゴールドカップステークス
- Letruska / レトルスカ - クラシコエスメラルダ（メキシコG1・牝馬三冠の二冠目）、クラシコディアマンテ（メキシコG1・牝馬三冠の三冠目）、アップルブロッサムハンデキャップ、オグデンフィップスステークス、パーソナルエンスンステークス、スピンスターステークス
- Super Turco / スーパータルコ - ナシオナルアウグストＢレギーア大賞（ペルーG1）

## 血統表
| スーパーセイヴァーの血統  | スーパーセイヴァーの血統                         | スーパーセイヴァーの血統                         | （血統表の出典）                                 | （血統表の出典） |
| 父系                      | レイズアネイティヴ系                             | レイズアネイティヴ系                             | レイズアネイティヴ系                             | [ § 2 ]          |
| 父 Maria's Mon 1993 芦毛  | 父の父Wavering Monarch 1979 鹿毛                 | Majestic Light                                   | Majestic Prince                                  | Majestic Prince  |
| 父 Maria's Mon 1993 芦毛  | 父の父Wavering Monarch 1979 鹿毛                 | Majestic Light                                   | Irradiate                                        |                  |
| 父 Maria's Mon 1993 芦毛  | 父の父Wavering Monarch 1979 鹿毛                 | Unocommitted                                     | Buckpasser                                       | Buckpasser       |
| 父 Maria's Mon 1993 芦毛  | 父の父Wavering Monarch 1979 鹿毛                 | Unocommitted                                     | Lady Be Good                                     |                  |
| 父 Maria's Mon 1993 芦毛  | 父の母Carlotta Maria 1987 栗毛                   | Caro                                             | *フォルティノ                                    | *フォルティノ    |
| 父 Maria's Mon 1993 芦毛  | 父の母Carlotta Maria 1987 栗毛                   | Caro                                             | Chambord                                         |                  |
| 父 Maria's Mon 1993 芦毛  | 父の母Carlotta Maria 1987 栗毛                   | Water Melone                                     | Naskra                                           | Naskra           |
| 父 Maria's Mon 1993 芦毛  | 父の母Carlotta Maria 1987 栗毛                   | Water Melone                                     | Gray Matter                                      |                  |
| 母 Supercharger 1995 鹿毛 | 母の父A.P. Indy 1989 黒鹿毛                      | Seattle Slew                                     | Bold Reasoning                                   | Bold Reasoning   |
| 母 Supercharger 1995 鹿毛 | 母の父A.P. Indy 1989 黒鹿毛                      | Seattle Slew                                     | My Charmer                                       |                  |
| 母 Supercharger 1995 鹿毛 | 母の父A.P. Indy 1989 黒鹿毛                      | Weekend Surprise                                 | Secretariat                                      | Secretariat      |
| 母 Supercharger 1995 鹿毛 | 母の父A.P. Indy 1989 黒鹿毛                      | Weekend Surprise                                 | Lassie Dear                                      |                  |
| 母 Supercharger 1995 鹿毛 | 母の母Get Lukey 1988 鹿毛                        | Mr. Prospector                                   | Raise A Native                                   | Raise A Native   |
| 母 Supercharger 1995 鹿毛 | 母の母Get Lukey 1988 鹿毛                        | Mr. Prospector                                   | Gold Digger                                      |                  |
| 母 Supercharger 1995 鹿毛 | 母の母Get Lukey 1988 鹿毛                        | Dance Number                                     | Northern Dancer                                  | Northern Dancer  |
| 母 Supercharger 1995 鹿毛 | 母の母Get Lukey 1988 鹿毛                        | Dance Number                                     | Numbered Account                                 |                  |
| 母系(F-No.)               | (FN:1-s)                                         | (FN:1-s)                                         | (FN:1-s)                                         | [ § 3 ]          |
| 5代内の近親交配           | Buckpasser 4×5×5=12.5%、Raise a Native 4×5=9.38% | Buckpasser 4×5×5=12.5%、Raise a Native 4×5=9.38% | Buckpasser 4×5×5=12.5%、Raise a Native 4×5=9.38% | [ § 4 ]          |
| 出典                      | 1. 2. 3. 4.                                      | 1. 2. 3. 4.                                      | 1. 2. 3. 4.                                      | 1. 2. 3. 4.      |

- 近親はイントリーギング#主要なファミリーラインを参照。